# Jakob Frey (graveur)
Pour les articles homonymes, voir Frey.
Johan Frey, né le 17 février 1681 à Hochdorf (canton de Lucerne) et mort le 11 janvier 1752 à Rome, est un graveur et éditeur suisse.

## Biographie
En 1702, Johann Jakob Frey (dit parfois « l'Ancien ») se rend à Rome, où il étudie, entre autres, auprès d'Arnold van Westerhout l'art de la gravure, et fréquente également l'atelier de Carlo Maratta. Il parvient à s'établir dans cette ville, et monte sa propre petite maison d'édition, en tant que marchand d'estampes et d'ouvrages illustrés.
Il collabore au Recueil Crozat (1729-1742),.
En raison de son travail, que ses contemporains considéraient comme de très grande qualité, il est vu comme l'un des meilleurs graveurs de son temps.